# Spirorbula sinuirugosa
Spirorbula sinuirugosa är en ringmaskart som beskrevs av Chiplonkar 1972. Spirorbula sinuirugosa ingår i släktet Spirorbula och familjen Serpulidae. Inga underarter finns listade i Catalogue of Life.